# Falagueira-Venda Nova
Falagueira-Venda Nova es una freguesia portuguesa del municipio de Amadora, distrito de Lisboa.

## Historia
Fue creada el 28 de enero de 2013 en aplicación de una resolución de la Asamblea de la República de Portugal promulgada el 16 de enero de 2013 con la unión de la freguesia de Falagueira (excepto parte de su zona norte), Venda Nova (excepto parte de su zona noreste), parte de la zona este y del monte da Galega de la freguesia de Brandoa, y la otra parte del monte da Galega situada en la freguesia de São Brás.

## Demografía
| Gráfica de evolución demográfica de Falagueira-Venda Nova entre 2011 y 2021 |
|                                                                             |
| Datos según el nomenclátor publicado por el INE portugués.                  |